# Kezenojam-meer
Het Kezenojam-meer (Russisch: Кезенойам, Голубое; Tsjetsjeens: Къоьзана Іам) is een meer in het Kaukasusgebergte op de grens van Tsjetsjenië en Dagestan.

## Omschrijving
Het meer is gelegen op een hoogte van 1.870 meter boven het zeeniveau en beslaat een gebied van 240 ha. De maximale diepte is 74 meter. In de winter bevriest de oppervlakte en in de zomer schommelt de temperatuur rond de 5 graden Celsius. Het water van het meer wordt het gehele jaar van zuurstof voorzien, waardoor er plankton in het meer leeft.
Salmo ezenami, een zeldzame soort forel, leeft alleen in dit meer. De populatie wordt met uitsterving bedreigd door de introductie van een Europese karpersoort, de kopvoorn, die de eieren van de forellen eet.